# Macrino d’Alba
Macrino d’Alba, oryginalne imię Giovanni Giacomo Fava (ur. 1460/5 w Albie, zm. w 1513 lub później) – włoski malarz okresu renesansu, aktywny głównie w Piemoncie w latach 1495-1513. 
Od ok. 1490 roku przebywał w Rzymie, gdzie prawdopodobnie uczył się w warsztacie Pinturicchia. Namalował  obraz Zmartwychwstanie dla kapliczki św. Hugona w Certosa di Pavia . Jego obrazy znajdują się także w kościele franciszkanów w rodzinnej Albie oraz w katedrze w Vigevano. Oprócz obrazów religijnych, malował również portrety okolicznych władców, w tym m.in. markiza Montferratu Wilhelma IX Paleologa czy Anny z Alençon.